# Ел Манго (Батопилас)
Ел Манго (шп. El Mango) насеље је у Мексику у савезној држави Чивава у општини Батопилас. Насеље се налази на надморској висини од 570 м.

## Становништво
Према подацима из 2005. године у насељу је живело 5 становника.

### Хронологија
| Година       | 2000        | 2005 |
| ------------ | ----------- | ---- |
| Становништво | 18 (7 / 11) | 5    |

### Попис
| # | Индикатор                        | Вредност |
| - | -------------------------------- | -------- |
| 1 | Укупно појединачних домаћинстава | 1        |